# Link 80
Link 80 ist eine US-amerikanische Punk-Rock-/Ska-Punk-Band aus der San Francisco Bay Area.

## Bandgeschichte
Die Band Link 80 gründete sich Anfang 1994 in East Bay of California. Anfangs waren die Gründungsmitglieder Matt Bettinelli-Olpin (Gitarre), Joey Bustos (Schlagzeug), Adam Pereria (Bass) und Jeff Acree (Gesang) unter verschiedenen Bandnamen, wie beispielsweise Drano, The Rag-Tags und Mr. Slave-Unit aktiv, bevor sie sich auf den Namen Link 80 einigten, den sie bis zur Auflösung behielten. Dieser Bandname leitete sich vom Interstate Highway ab, den die Bandmitglieder nutzten, um die Garage des Schlagzeugers zu erreichen, in der geprobt wurde.
Im Juli 1995 trat der Sänger Nick Traina, der Sohn von Danielle Steel, der Band bei. Die Band war bis zu ihrer Auflösung im Jahr 2002 bei Asian Man Records unter Vertrag.

## Diskografie
- 1997: 17 Reasons auf Asian Man Records
- 1997: Killing Katie auf Asian Man Records
- 1999: The Struggle Continues auf Asian Man Records